# New Mexico United
New Mexico United is een Amerikaanse voetbalclub uit Albuquerque, New Mexico. New Mexico speelt in de USL Championship, het tweede niveau van het Amerikaans-Canadees voetbal.

## Geschiedenis
New Mexico United speelde hun eerste wedstrijd op 9 maart 2019, voor het oog van 12.896 toeschouwers speelde ze 1-1 gelijk tegen Fresno FC.